# Cour suprême du Pakistan
Pour les articles homonymes, voir Cour suprême.
La Cour suprême du Pakistan est la cour qui est à la tête de l'ordre juridictionnel pakistanais. Elle se prononce en dernier ressort concernant les litiges connus par les juridictions inférieures ainsi que les litiges constitutionnels et ses décisions s'imposent à toutes les autres cours. Elle a été instituée par la Constitution de 1956, et siège à Islamabad depuis 1993. La Cour détient un très important rôle juridique et politique au Pakistan. Elle s'affiche souvent comme une institution indépendante vis-à-vis du pouvoir politique. Populaire, elle est l'une des institutions les plus importantes du pays.

## Historique
La Cour suprême du Pakistan a été instituée par la Constitution de 1956. Elle succède à la Cour fédérale, mise en place en 1948 par une ordonnance. Elle a d'abord siégé à Karachi, avant d'être déménagée en 1949 dans les bâtiments de l'actuelle Haute cour de Lahore. Dans la Constitution de 1973, il est prévu que la Cour soit installée à Islamabad. En attendant la construction de la ville, la Cour est installée à Rawalpindi, à quelques kilomètres d'Islamabad. La construction de l'actuel bâtiment de la Cour suprême, situé dans l'avenue de la Constitution, ne commence qu'en 1990 et se termine en 1993, faute de fonds suffisants. Des constructions annexes doivent se terminer fin 2011.

## Pouvoirs

### Pouvoirs « de droit »
La Constitution donne à la Cour suprême un certain nombre de pouvoirs, déterminés entre les articles 176 et 190. Par exemple, la dissolution de l'Assemblée nationale par le président est soumise à l'approbation de la Cour. Elle peut également déclarer des lois et décisions du président inconstitutionnelles.

### Pouvoirs «de fait»
La Cour suprême est une institution très respectée et populaire au sein de la population. Cette image lui donne une influence et lui a notamment permis de se maintenir même durant les régimes militaires. Elle a ainsi souvent joué le rôle de contre pouvoir à celui de l'armée.

## Présidence

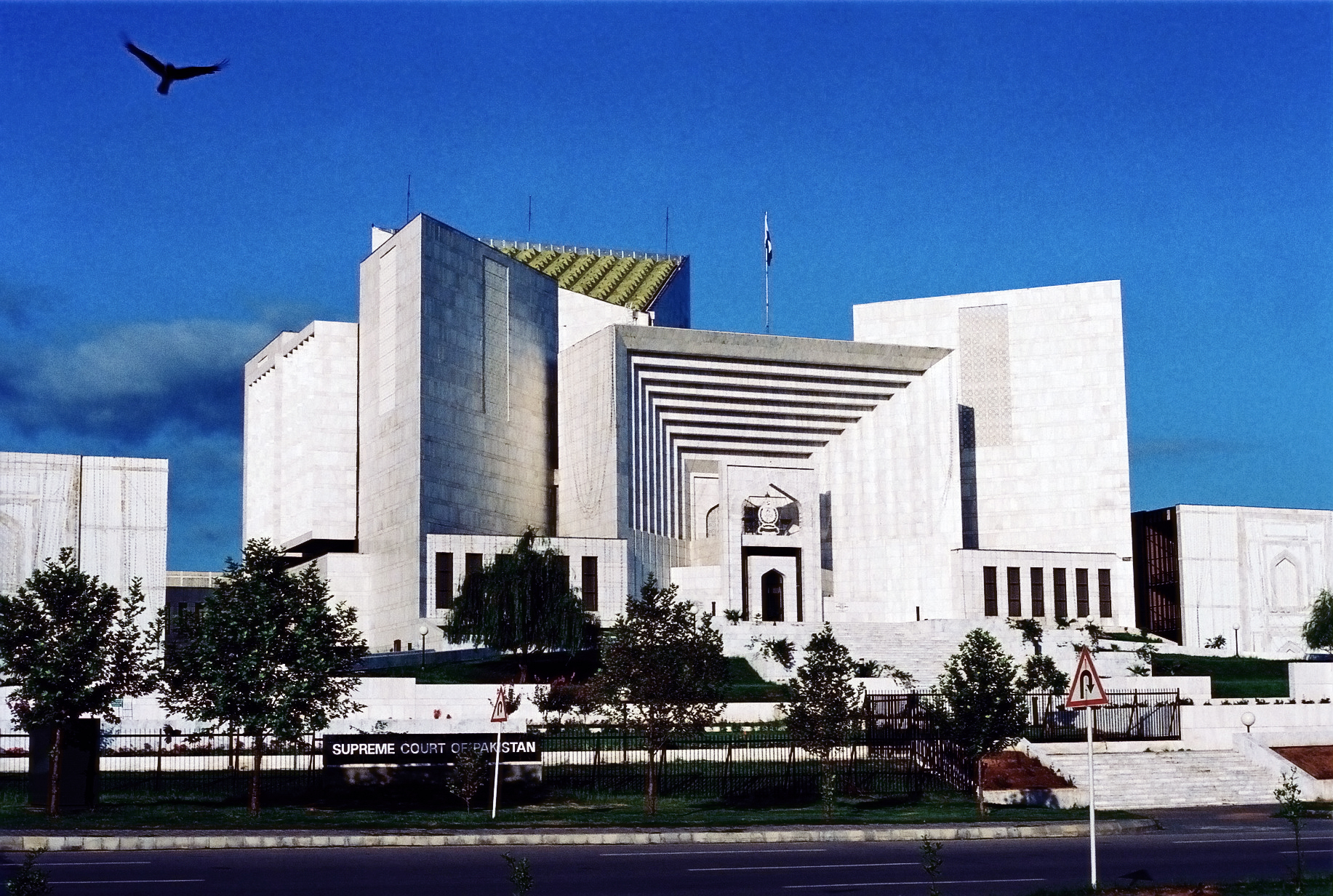
Siège.

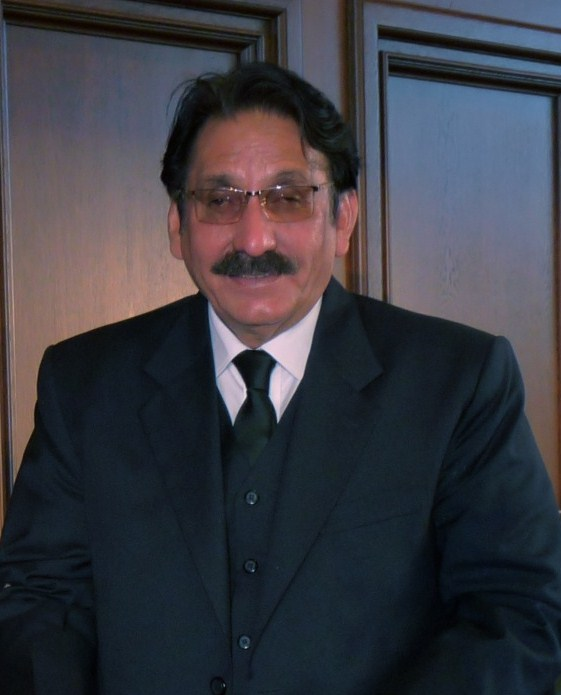
Iftikhar Muhammad Chaudhry, président emblématique de la Cour, en poste de 2009 à 2013.

Le président de la Cour est nommé le Chief Justice
En 2005, l'ex-président Musharraf a nommé à la présidence de la Cour Iftikhar Muhammad Chaudhry. Il l'a pourtant suspendu du 9 mars au 20 juillet 2007, et du 3 décembre 2007 à mars 2009. Il a été rétabli dans ses fonctions le 22 mars 2009 par le président Asif Ali Zardari. Cette réintégration a été faite après une « Longue Marche » menée par l'opposant Nawaz Sharif et surtout après près de deux ans de mobilisation du mouvement des avocats.

## Nomination des juges
Avant la réforme constitutionnelle d'avril 2010, le Président de la République nommait les juges parmi une liste établie par le président de la Cour suprême. Depuis la procédure est devenue plus complexe. L'article 177 dispose : « le Chief Justice du Pakistan et chacun des juges de la Cour suprême sont nommés par le Président de la République conformément à l'article 175A ».
La nomination des juges de la Cour suprême se passe en trois temps, suivant une procédure décrite à l'article 175A :
- Une commission judiciaire propose un candidat. Elle est composée de neuf membres : le Chief Justice, les quatre juges les plus vieux de la Cour suprême, un ancien Chief Justice ou juge de la cour suprême, choisi par le Chief Justice pour deux ans, le ministre de la Justice, le procureur général et enfin un avocat nommé par le Barreau de la Cour pour deux ans ;
- Ce candidat doit être ensuite approuvé par un comité parlementaire composé de huit membres (quatre de chaque chambre et composé d'autant de membres de la majorité que de l'opposition). Les membres du comité sont nommés par le président et le chef de l'opposition de chaque chambre respective.
- Le président de la République nomme le candidat choisi.

Pour pouvoir être nommé juge à la Cour suprême, il faut avoir été juge dans une Haute cour pendant au moins cinq ans, ou avoir été avocat dans une Haute cour pendant au moins 15 ans. Les juges nommés sont en principe irrévocables afin de garantir leur indépendance. Leur fonction prend fin la veille de leur 65e anniversaire.